# ورم بطاني عصبي
ورم بطاني عصبي هو أحد الأورام الدبقية في الجهاز العصبي المركزي. ورم بطيء النمو عموماً، يصيب غالباً صغار السن والشباب، وينشأ من جدار البطينات في الدماغ وفي النخاع الشوكي. تبدي خلاياه الورمية صفات شكلية وتمايزاً نسجياً يشبه الخلايا الدبقية المبطنة للبطينات في الدماغ، والقناة السيسائية في النخاع الشوكي. يكون الورم محدد الحواف مما يسهل الإستئصال الجراحي الكامل له، والإنذار جيد بشكل عام، ونسبة النكس منخفضة عادة.
يمكن من خلال الدراسة المجهرية تحديد الدرجة النسجية، وذلك اعتماداً على الصفات الخلوية والنسجية، مثل الكشم الخلوي والنووي، الانقسامات، والنخر، حيث يأخذ الورم درجتان نسجيتان وذلك حسب تصنيف منظمة الصحة العالمية لأورام الجهاز العصبي المركزي:
- الدرجة الثانية: يدعى ورم البطانة العصبية، ويكون السلوك الحيوي حميداً.
- الدرجة الثالثة: يدعى ورم البطانة العصبية الكشمي، ويكون السلوك الحيوي عدوانياً.

قد يحتاج الورم إلى علاج مساعد بعد الإستئصال الجراحي، مثل العلاج الشعاعي و/أو العلاج الكيميائي.